# Carcassa (arma)

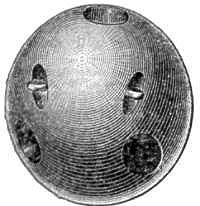
Disegno di una carcassa

Una carcassa era un antico tipo di bomba incendiaria o di granata, contenente liquido infiammabile, che aveva come obiettivo l'appiccare il fuoco ad un bersaglio.
Venivano sparate con obici, mortai o con altri cannoni per incendiare le difese avversarie. Al momento dell'impatto la granata andava in frantumi, spargendo la miscela in esse contenuta attorno al bersaglio.

## Storia
La carcasse furono usate la prima volta dai francesi di Luigi XIV nel 1672. Venivano sparate anche dalle navi.
Le carcasse usate dalla Royal Navy nel XVIII secolo, di cui l'esempio più famoso è l'attacco a Fort McHenry, erano composte da una sfera in ferro pesante 85 chili. Invece dell'unica apertura posta sulle granate convenzionali da mortaio, la carcassa ne aveva tre, ognuna larga 7,5 centimetri. Il suo contenuto avrebbe bruciato per 11 minuti. Era utile soprattutto in caso di attacchi notturni, dato che i proiettili in fiamme fungevano da traccianti, aiutando nel puntamento del cannone. Erano solitamente riempite con un misto di nitrato di potassio, zolfo, colofonia, solfite di antimonio, sego e trementina.

## Descrizione
Era composta da un involucro esterno, solitamente in ghisa, riempito di una miscela altamente infiammabile, e da tre a cinque buchi attraverso i quali il liquido infiammabile veniva sparso in giro. L
Per la composizione della miscela infiammabile delle carcasse, il filosofo Christian Wolff prevedeva 10 parti di polvere da sparo, 2 di niter, 1 di zolfo ed 1 di colofonia; oppure 6 di polvere da sparo, 4 di niter, 4 di zolfo, 1 di vetro battuto, 0,5 di antimonio, 0,5 di canfora, 1 di clorammonio e 0,25 di sale comune. Per il guscio partiva con due anelli in ferro (alcuni usavano i piatti), uniti agli estremi, vicino all'apertura che sarebbe stata accesa. Veniva poi rinforzato con corde legate longitudinalmente; ed attorno a queste, ad angolo retto, altre corde, facendo un nodo ad ogni intersezione. Negli spazi tra le corde faceva i buchi, vi inseriva tubi in rame, e li riempiva a metà di polvere da sparo e pallottole in piombo, chiudendo il tutto con stoppa. L'apertura del guscio interno veniva quindi estratta ed immersa in una mistura di 4 parti di pece, 20 di colofonia, 1 di trementina e tanta polvere da sparo quanta ne serviva per ridurre la consistenza ad una pasta. Dopo l'immersione il guscio veniva ricoperto di stoppa e reimmerso, finché non raggiungeva la dimensione adatta al mortaio.